# Gemarkung Waidacher Forst
Waidacher Forst ist eine Gemarkung im oberfränkischen Landkreis Bayreuth in Bayern.
Die Gemarkung Waidacher Forst liegt teils auf dem Gemeindegebiet Pottenstein, teils auf dem gemeindefreien Gebiet Waidacher Forst. Sie hat eine Fläche von 6,473 km². Sie ist in 39 Flurstücke aufgeteilt, die eine durchschnittliche Flurstücksfläche von 165.985,22 m² haben. Benachbarte Gemarkungen sind Kleingesee im Westen, Kirchenbirkig und Regenthal im Norden, Weidensees im Osten, Leienfels, Leupoldstein und Ottenberg im Süden.